# Juan Carlos Rulli
Juan Carlos Rulli (11 aprile 1937) è un allenatore di calcio ed ex calciatore argentino, di ruolo centrocampista.

## Palmarès

### Giocatore

#### Competizioni nazionali
- Campionato argentino: 2

Boca Juniors: 1964
Racing: 1966

#### Competizioni internazionali
- Coppa Libertadores: 1

Racing: 1967
- Coppa Intercontinentale: 1

Racing: 1967